# Roques Planes (Cabrera d'Anoia)
Les Roques Planes és una muntanya de la serra de la Guitza, que amb 297 metres és el cim de Cabrera d'Anoia, a la comarca de l'Anoia.